# Pladform
Pladform — российская система цифровой дистрибуции лицензионного видеоконтента. С 2016 года является частью объединённой компании «Руформ», в которую также входит видеохостинг Rutube.

## Компания
Разработка системы началась в 2012 году в рамках компании «Плэдформ». Её учредил Армен Гулинян — в прошлом сооснователь «Бюро Пирогова» и сотрудник медиахолдинга Yellow, Black and White, ставшего первым инвестором новой компании. В июле-августе 2013 года компания наладила партнёрство с реселлером «Газпром-Медиа Digital» и начала закрытое бета-тестирование платформы. Попытка привлечь дополнительные инвестиции от компаний рекламного рынка оказалась безуспешной, поэтому компания росла на доходы от основной деятельности.
В конце 2013 года в компанию проинвестировал российский локализатор и издатель онлайн-игр Innova, а её основатель Георгий Чумбридзе пригласил в «Плэдформ» следующего инвестора — Ивана Таврина. По словам Гулиняна, на начало 2015 года совокупные инвестиции в проект составили около 20 миллионов рублей, а среди совладельцев компании ни один не имел контрольного пакета, благодаря чему управление компании сохранялась в руках CEO.
В 2015 году Yellow, Black and White вышла из капитала «Плэдформ». В 2016 году стало известно о слиянии «Плэдформ» и управляющей компании российского видеохостинга Rutube, принадлежащей «Газпром-Медиа Холдингу». В объединённой компании «Руформ» холдинг получил 33,3 %, а 66,6 % разделили владельцы «Плэдформ». Генеральным директором объединённой компании был назначен Гулинян. В результате слияния «Газпром-Медиа Холдинг» получил доступ к сети дистрибуции контента, а Pladform — к лицензионному контенту каналов, входящих в структуру «Газпром-Медиа», причём B2B-решения для правообладателей и рекламные инструменты продолжили работать под брендом Pladform, а B2C-платформа сохранила название Rutube. После объединения компаний Rutube увеличил долю просмотров видео в Рунете с 15 % до 40 % и поднялся на верхние строчки рейтингов приложений в магазинах Google Play и AppStore.

## Модель работы
Платформа Pladform выступает посредником между правообладателями, рекламодателями и интернет-площадками, обеспечивая хранение видео на собственных серверах и трансляцию через собственный медиапроигрыватель с поддержкой видеорекламы. Через систему правообладатели могут размещать собственный контент на подключённых к Pladform сайтах и искать ранее загруженный с нарушением авторских прав, — такие видеоролики «очищаются» с юридической точки зрения. Pladform зарабатывает на включении в видеозаписи рекламных материалов: 75 % дохода от рекламного показа получает правообладатель контента, а 25 % платформа делит с сайтом, разместившим медиапроигрыватель.
В 2015 году у Pladform было 5,95 млрд просмотров. На начало 2016 года Pladform работал со 130 российскими и иностранными правообладателями, включая Yellow, Black and White, «Александр Масляков и Компания» (АМиК), Red Media, «Газгольдер», «Красный квадрат» и СТВ. Плеер компании был установлен почти на 2,5 тысячи сайтов, включая видеохостинги, новостные и развлекательные сайты и социальные сети, в том числе «ВКонтакте», «Одноклассники» и «Мой мир» (они обеспечивали сервису около 40 % просмотров); а также встроен в мобильные приложения и работает в системах Smart TV. В библиотеке Pladform около 1 миллиона единиц лицензионного контента. Летом 2017 года «ВКонтакте» открыла биржу контента, ориентированную на администраторов публичных страниц социальной сети и работающую на базе объединённого каталога Pladform и Rutube.
На сентябрь 2017 года Pladform, по оценке Digital Video IAB Russia, являлся вторым по размеру аудитории игроком российского рынка онлайн-видео, уступая только Youtube (21,5 млн и 26,8 млн человек соответственно).
В 2021 году проект был закрыт.

## Награды
- 2014 — Премия Рунета в категории «Технологии и инновации»[11].